# Sorin Ghionea
Sorin Ghionea (Galați, 1979. május 11. –) román válogatott labdarúgó, jelenleg nincsen csapata. Posztját tekintve belsővédő.

## Sikerei, díjai
Steaua București
- Román bajnok (2): 2004–05, 2005–06
- Román szuperkupagyőztes (1): 2006